# ピエル・パオロ・パゾリーニ
ピエル・パオロ・パゾリーニ（パソリーニ）（Pier Paolo Pasolini, 1922年3月5日 - 1975年11月2日） は、イタリアの映画監督、脚本家、小説家、詩人、劇作家、評論家、思想家。
特異な作風、後世に与えた影響、そして謎の死など、20世紀の映画史において伝説的な存在である。

## 生涯
1922年3月5日、ボローニャで生まれた。軍人の父カルロ・アルベルト・パゾリーニはベニート・ムッソリーニの命を救ったことで有名なファシストであり、幼少期のパゾリーニは父の軍務により、北イタリアの各地を転々とした。元教師で芸術家気質だった母スザンナ・パゾリーニの影響を受け、パゾリーニは7歳で詩作を始めた。その後、1939年にボローニャ大学に入学し、文学を専攻する傍ら映画にも関心を持つようになった。第二次世界大戦中は母と二人で母の故郷フリウリ地方カザルサで教師として生活し、1942年にフリウリ語の方言で執筆した詩集『カザルサ詩集』を発表。一方で終戦直前の1945年2月12日、反独パルチザンだった弟グイド・パゾリーニが内部抗争で死亡し、この出来事はパゾリーニに多大な影響を与えたと言われている。
終戦後の1947年に中学校の教師に着任し、同時にイタリア共産党に入党。しかし、1949年に未成年の青年への淫行の容疑をかけられ、共産党から除名され、教職も追われた。翌1950年、母とともにローマに移住し、窮乏生活を送りながら執筆活動を続けた。1954年にマリオ・ソルダーティ監督の『河の女』の脚本を共同執筆したことをきっかけに脚本家としての活動を始め、映画界に携わるようになった。翌1955年には処女小説『生命ある若者』を発表。発禁処分を受けたが、本作をきっかけに作家アルベルト・モラヴィアの知己を得た。1957年に発表した詩集『グラムシの遺骸』はヴィアレッジョ賞を受賞。同年、フェデリコ・フェリーニ監督の『カビリアの夜』の脚本を共同執筆。以後も映画監督としてデビューするまでに10本以上の作品に脚本家として携わった。
1961年、長編映画処女作『アッカトーネ』を発表。助監督は翌1962年にパゾリーニの原案を元にした『殺し』で映画監督としてデビューしたベルナルド・ベルトルッチが務めた。また、1961年にはモラヴィアと彼の妻エルサ・モランテとともにインド、ケニアを旅行した。パゾリーニは翌1962年から1963年にかけてもアフリカの各国を単身で訪れ、この体験が後の作品に見られる僻地での撮影に活かされた。
1964年、『マタイによる福音書』を忠実に映像化した『奇跡の丘』を発表。第25回ヴェネツィア国際映画祭で審査員特別賞と国際カトリック映画事務局賞を受賞し、米アカデミー賞でも技術部門で3部門にノミネートされた。1966年にはイタリアの喜劇王とも言われた俳優のトトを起用した『大きな鳥と小さな鳥』を発表。第19回カンヌ国際映画祭で上映され、ロベルト・ロッセリーニの好評を得た。1967年にはソポクレスの戯曲『オイディプス王』を自伝的要素を内包して映画化した『アポロンの地獄』を発表。第28回ヴェネツィア国際映画祭では不評に終わったが、日本では1970年にキネマ旬報ベストテンの第1位に選出された。その後も『テオレマ』（1968年）や『豚小屋』（1969年）といった資本主義社会への批判を暗示した寓意的作品を発表するが、いずれの作品も大衆の支持を得られなかった。その他、1969年にはエウリピデスの悲劇『メディア』を映画化した『王女メディア』を歌手マリア・カラスを主演に起用して製作した。1960年代後半には映画や戯曲の相次ぐ不評や若い世代との思想的対立など、パゾリーニは一種の孤立状態に陥ったと言われている。
1970年代に入り、それまでの作品とは作風の異なる「生の三部作」と呼ばれる作品群を発表。ボッカッチョの同名小説を映画化した1作目の『デカメロン』（1971年）は第21回ベルリン国際映画祭で審査員特別賞を、チョーサーの同名小説を映画化した2作目の『カンタベリー物語』（1972年）は第22回ベルリン国際映画祭で金熊賞を、『千夜一夜物語』を映画化した3作目の『アラビアンナイト』（1974年）は第27回カンヌ国際映画祭で審査員グランプリを受賞し、いずれも好評を博した。その一方で商業主義的との批判も浴び、1975年に出版した「生の三部作」の脚本をまとめた単行本の序文で「私は生の三部作を撤回した」と発表している。
1975年、マルキ・ド・サドの『ソドム百二十日あるいは淫蕩学校』を原作にした『ソドムの市』の製作に着手した。原作はサドが生きた近世フランスをテーマとした嗜虐的な作品となっているが、パゾリーニは原作を現代イタリア、それも第二次世界大戦中末期の内戦でファシスト党が設立したイタリア北部の亡命政権であるイタリア社会共和国（RSI、サロ共和国）を舞台とした作品へと翻案した。これは共産主義者であったパゾリーニにとって、冷戦期のイタリアで勢力を回復させていたネオファシスト運動への批判、そして経済的に豊かな北イタリアによる「南イタリアへの搾取」の批判といった、右派や資本主義に対する政治的風刺（或いは攻撃）を意図したものであった。軍装などの考証が正確な一方、史実に基づかない作品中の残虐描写は攻撃の対象とされたネオファシスト勢力からの強い反発を受けた。
1975年11月2日、同作の撮影を終えた直後のパゾリーニはローマ近郊のオスティア海岸で激しく暴行を受けた上に車で轢殺された。享年53。『ソドムの市』に出演した17歳の少年ピーノ・ペロージが容疑者として出頭し、「同性愛者であったパゾリーニに性的な悪戯をされ、正当防衛として殺害して死体を遺棄した」と証言し、警察の捜査は打ち切られた。しかし当初から少年による単独犯としては無理のある内容であり、ネオファシストによる犯行とする陰謀論が主張された。現在も真犯人は判明せず、その死の真相を巡ってはアウレリオ・グリマルディ監督の『パゾリーニ・スキャンダル』（1996年）など多くの映画や伝記本が製作されている。日本では1999年に「パゾリーニ映画祭」と題した上映会が開催され、映画監督の大島渚が実行委員長を務めた。
2005年、ペロージは国内のドキュメンタリー番組で「パゾリーニはファシスト達に殺害された。自分は家族に危害を加えると脅され、偽の自首を強要された」と新たに証言した。
2010年、映画のファンであった元ローマ市長ワルテル・ヴェルトローニの要請で再捜査がおこなわれた。ペロージの証言は確認され、パゾリーニが当時着ていた衣服から少なくとも3人のDNAが検出された。しかしDNAサンプルの鑑定で人物の特定ができなかったため判事は捜査の継続を打ち切った。
2023年、以前発見されたDNAサンプルに基づく再捜査の嘆願書が提出された。再捜査を求めるオンライン著名では数千人の著名が集まった。それに先立つ2022年12月16日にイタリア議会の反マフィア委員会が発表した報告書では『ソドムの市』のオリジナルフィルムの一部が盗まれたことが殺害に関係していること、主要な犯罪組織が関与した可能性が述べられている。

## フィルモグラフィー

### 長編映画

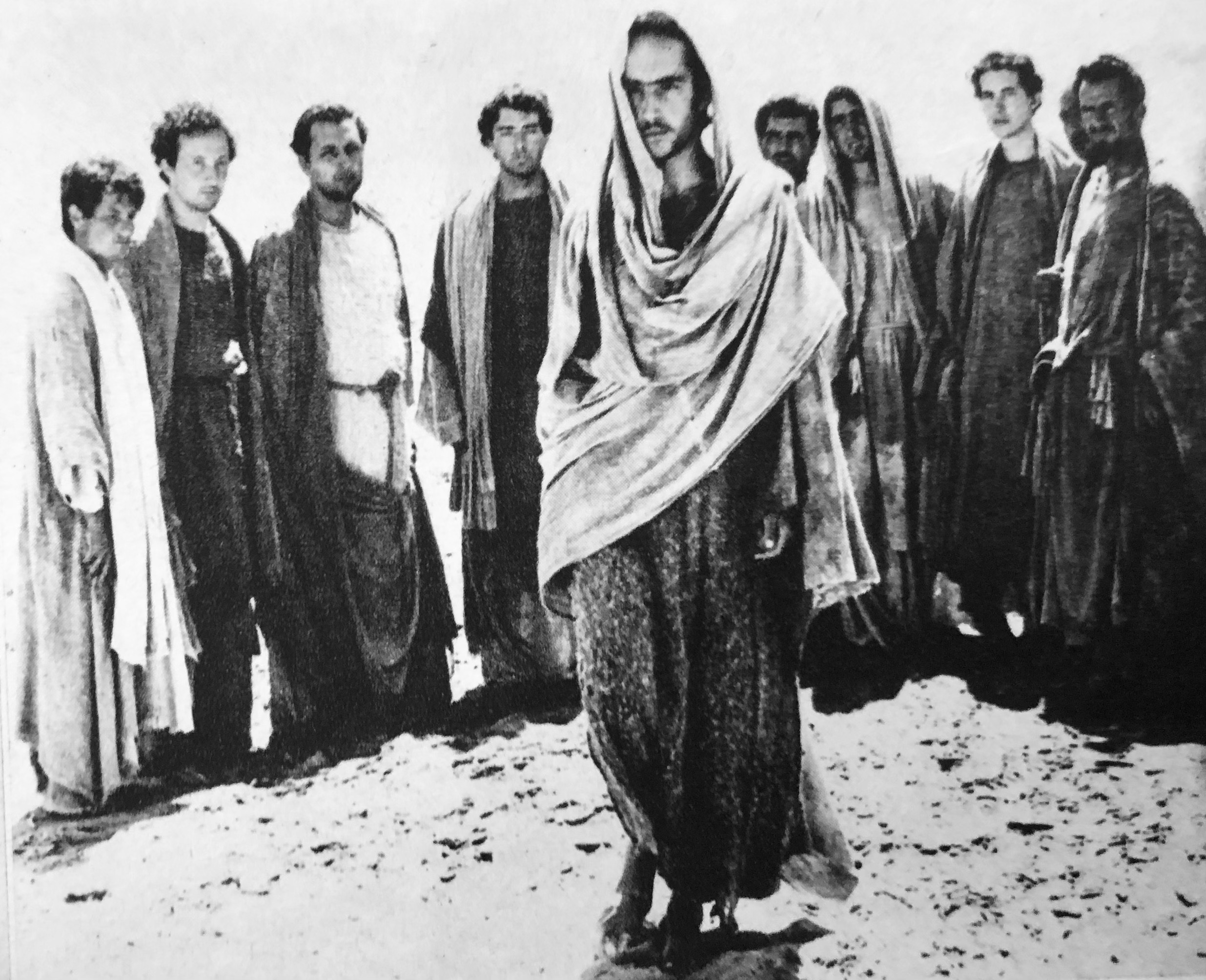
『奇跡の丘』（1966年）

- 河の女 La donna del fiume （1954年） - 脚本
- Il prigioniero della montagna （1955年） - 脚本
- カビリアの夜 La Notti di Cabiria （1957年） - 脚本
- Marisa la civetta（1957年） - 脚本
- Giovani mariti （1958年） - 脚本
- 狂った夜 La notte brava （1959年） - 脚本
- Morte di un amico （1959年） - 脚本
- 汚れなき抱擁 Il Bell'Antonio （1960年） - 脚本
- 残酷な夜 La lunga notte del '43 （1960年） - 脚本
- Il carro armato dell'8 settembre （1960年） - 脚本
- 狂った情事 La Giornata balorda （1960年） - 脚本
- 飾り窓の女 La Ragazza in vetrina （1961年） - 脚本
- Milano nera （1961年） - 脚本
- アッカトーネ Accattone （1961年） - 監督・脚本
- マンマ・ローマ Mamma Roma （1962年） - 監督・脚本
- 殺し La commare secca （1962年） - 原案
- 奇跡の丘 Il Vangelo secondo Matteo （1964年） - 監督・脚本
- 愛の集会 Comizi d'amore （1964年） - 監督
- Sopralluoghi in Palestina per il vangelo secondo Matteo （1965年） - 監督
- 大きな鳥と小さな鳥 Uccellacci e uccellini （1966年） - 監督・脚本
- アポロンの地獄 Edipo re （1967年）  - 監督・脚本
- テオレマ Teorema （1968年） - 監督・脚本
- 豚小屋 Porcile （1969年） - 監督・脚本
- 王女メディア Medea （1969年） - 監督・脚本
- Ostia （1970年） - 脚本
- Appunti per un'Orestiade africana （1970年） - 監督
- Appunti per un romanzo dell'immondezza （1970年） - 監督
- デカメロン Il Decameron （1971年）  - 監督・脚本
- カンタベリー物語 I Racconti di Canterbury （1972年） - 監督・脚本
- エロスの詩 Storie scellerate （1973年） - 脚本
- アラビアンナイト Il Fiore delle mille e una notte （1974年） - 監督・脚本
- ソドムの市 Salò o le 120 giornate di Sodoma （1975年） - 監督・脚本

### 短編映画
- 意志薄弱な男 La ricotta （1963年） - オムニバス『ロゴパグ』の一篇、監督
- La rabbia （1963年） - オムニバス、監督
- 月から見た地球 La Terra vista dalla Luna （1967年） - オムニバス『華やかな魔女たち』の一篇、監督
- Appunti per un film sull'India （1968年） - 監督
- 造花の情景 La sequenza del fiore di carta （1969年） - オムニバス『愛と怒り』の一篇、監督
- Le mura di Sana'a （1971年） - 監督

## 著作
死後発表された作品も掲載。日本語題は書籍『パゾリーニ・ルネサンス』 （2001年） からの引用。

### 小説
- 生命ある若者 Ragazzi di vita （1955年）
- 激しい生 Una vita violenta （1959年）
- インドの香り L'odore dell'India （1962年）
- あることの夢 Il sogno di una cosa （1962年）
- 青い目をしたアリー Alì dagli occhi azzurri （1965年）
- テオレマ Teorema （1968年）
- 聖なるミメーシス La Divina Mimesis （1975年）
- 不純行為・愛しいひと Atti impuri, Amado mio （1982年）
- 石油 Petrolio （1992年）
- 日本人たちの王 Il Re dei Giapponesi （1998年） 短編

### 詩集
- カザルサ詩集 Poesie a Casarsa （1942年）
- 詩篇集 Poesie （1945年）
- 日記 Diarii （1945年）
- 嘆き I pianti （1946年）
- わが祖国はいずこ Dov'è la mia patria （1949年）
- 20世紀のイタリア方言詩撰 Poesia dialettale del Novecento （1953年）
- ある少年の心の中に Tal còur di un frut （1953年）
- 日記より Dal diario （1954年）
- 最良の青春 La meglio gioventù （1954年）
- イタリア詩撰：民衆詩集 Canzoniere italiano, Antologia della poesia popolare （1955年）
- 民衆の歌 Il canto popolare （1954年）
- グラムシの遺骸 Le ceneri di Gramsci （1957年）
- カトリック教会の小夜鳴鳥 L'usignolo della Chiesa Cattolica （1958年）
- 春のソネット Sonetto primaverile （1960年）
- ローマ1950年 日記 Roma 1950. Diario （1960年）
- 現代の宗教 La religione del mio tempo （1961年）
- バラのかたちの詩 Poesia in forma di rosa （1964年）
- 忘れ去られた詩 Poesie dimenticate （1965年）
- 超越と組織 Trasumanar e organizzar （1971年）
- 新しい青春 La nuova gioventù （1975年）
- 冒涜 Bestemmia. Tutte le poesie （1993年） 全詩集

### 戯曲
- 司祭 Il cappellano （1947年）
- ほらふき兵隊 Il vantone （1964年）
- ピラデ Pilade （1967年）
- 騙り Affabulazione （1969年）
- カルデロン Calderón （1973年）
- フリウリのトルコ人 I Turcs tal Friùl （1976年）
- 形式の家畜 Bestia da stile （1977年）
- 豚小屋 Porcile （1979年）
- オルギア Orgia （1979年）
- 彼の栄光 La sua gloria （1996年）
- 46年に! Nel 46! （2001年）

### 評論
- パスコリ叙情詩撰：導入とコメント Antologia della lirica pascolinna, Introduzione e commenti （1945年） 卒業論文
- 新しい言語学的議題 Nuove questioni linguistiche （1964年）
- ポエジーとしての映画 Il cinema di poesia （1965年）
- 現実によって書かれる言語 La lingua scritta della realtà （1966年）
- 長回し論あるいは現実の記号学としての映画 Discorso sul piano - sequenza ovvero il cinema come semiologia della realtà （1967年）
- 新しい演劇のための宣言 Manifesto per un teatro nuovo （1968年）
- 異端経験論 Empirismo eretico （1972年） 評論集
- イタリア人はもはや以前のそれではない Gli italiani non sono più quelli （1974年）
- 私は中絶に反対する Sono contro l'aborto （1975年）
- イタリアにおける権力の虚しさ Il vuoto del potere in Itala （1975年）
- ジェンナリエッロ Gennariello （1975年） 教育評論
- 海賊評論 Scritti corsari （1975年） 社会評論集
- 語りの語り Descrizioni di descrizioni （1979年） 書評

## 関連作品

### 書籍
- 『世界の映像作家1 ジャン＝リュック・ゴダール ピエル・パオロ・パゾリーニ』（キネマ旬報社、1974年）
- 『パゾリーニとの対話』 ジョン・ハリディ著、波多野哲朗訳 （晶文社、1972年）
- 『天使の手のなかで』 ドミニック・フェルナンデス著、岩崎力訳 （早川書房、1985年）
- 『パゾリーニあるいは<野蛮>の神話』 ファビアン・S・ジェラール著、内村瑠美子、藤井恭子共訳 （青弓社、1986年）
- 『モラヴィア自伝』 アルベルト・モラヴィア、アラン・エルカン共著、大久保昭男訳 （河出書房新社、1992年）
- 『パゾリーニ・ルネサンス』 大島渚、四方田犬彦、浅田彰、大野裕之他著 （とっても便利出版部、2001年）
- 『魂の詩人 パゾリーニ』 ニコ・ナルディーニ著、川本英明訳（鳥影社、2012年）
- 『パゾリーニ』 四方田犬彦（作品社、2022年）
  - 『パゾリーニ詩集』 四方田犬彦訳（みすず書房 2011年、増補新版 2024年）

### 映画
- 誰がパゾリーニを殺したか？ Wie de Waarheid Zegt Moet Dood （1981年） ピロ・ベクスティン監督
- 未来の記憶 A futura memoria （1986年） イーヴォ・バルナボー・ミケーリ監督
- 親愛なる日記 Caro diario （1994年） ナンニ・モレッティ監督
- あるイタリアの犯罪 Pasolini, un delitto italian （1995年） マルコ・トゥリオ・ジョルダーナ監督
- パゾリーニ・スキャンダル （1996年） アウレリオ・グリマルディ監督
- パゾリーニ 夢の論理 Pier Paolo Pasolini e la ragione di un sogno （2001年） ラウラ・ベッティ監督
- Pasolini （2014年） アベル・フェラーラ監督